# Iza Nalondwa
Iza Nalondwa, née le 16 septembre 1990, est une rameuse zambienne. 

## Carrière
Iza Nalondwa remporte aux Championnats d'Afrique d'aviron 2014 la médaille de bronze en deux de couple poids légers.